# Protoxaea micheneri
Protoxaea micheneri (лат.) — вид перепончатокрылых насекомых из семейства андренид (Andrenidae). Распространён на юге центральной Мексики — в штатах Морелос и Пуэбла. Пчёлы посещают цветки растений рода Kallstroemia. Длина тела самцов 17 мм, длина переднего крыла 15 мм. Длина тела самок 16—19 мм, длина переднего крыла 13—14 мм. Вид был назван в честь американского энтомолога Чарлза Миченера.